# علی نورزاد
علی نورزاد سیاستمدار، استاد دانشگاه، معاون وزیر راه و شهرسازی و از سال ۱۳۹۲ تا ۱۳۹۵ مدیر عامل شرکت ساخت و توسعه زیربناهای حمل و نقل ایران بود. وی پیش از این از ۱۳۸۶ تا ۱۳۹۰ رئیس هیئت مدیره شرکت سابیر و مجری طرح توسعه فازهای ۱۹، ۲۰ و ۲۱ پالایشگاه پارس وزارت نفت بود.

## دیگر سمت‌ها
- ۱۳۸۴–۱۳۸۷: معاون فنی و پژوهشها و عضو هیا ت مدیره شرکت مادر تخصصی مدیریت منابع آب ایران ـ وزارت نیرو
- ۱۳۸۱–۱۳۸۴: معاون برنامه‌ریزی و عضو هیا ت مدیره شرکت مادر تخصصی مدیریت منابع آب ایران ـ وزارت نیرو
- ۱۳۷۰–۱۳۷۱: مدیرعامل شرکت خاک آزما ـ وزارت نیرو
- ۱۳۶۸–۱۳۷۰: مدیرکل امور اجرایی و رئیس هیئت مدیره شرکت خاک و سنگ ـ وزارت جهاد سازندگی سابق
- ۱۳۶۴–۱۳۶۸: قائم مقام مسئول واحد مهندسی آب و خاک و رئیس آزمایشگاه فنی و مکانیک خاک ـ کمیته امور آب ـ وزارت جهاد سازندگی سابق

## سابقه علمی
- ۱۳۷۷–۱۳۸۶: عضو هیئت علمی - دانشگاه علم و صنعت ایران
- ۱۳۸۸-اکنون: عضو هیئت علمی دانشگاه آزاد اسلامی واحد علوم و تحقیقات
- ۱۳۸۲-اکنون: استاد دانشگاه شهید بهشتی (صنعت آب و برق سابق)
- ۱۳۸۴–۱۳۸۹: عضو شورای انجمن بین‌المللی فناوری زمین‌های پست ـ ژاپن
- ۱۳۷۷–۱۳۸۴: استاد یار پیوسته دانشگاه کنکوردیا مونترآل ـ کانادا
- ۱۳۷۷–۱۳۹۰: عضو هیئت تحریریه مجله بین‌المللی فناوری زمین‌های پست ـ ژاپن